# Heilig Hartbeeld (Alverna)
Het Heilig Hartbeeld is een standbeeld in de Nederlandse plaats Alverna, in de provincie Gelderland.

## Achtergrond

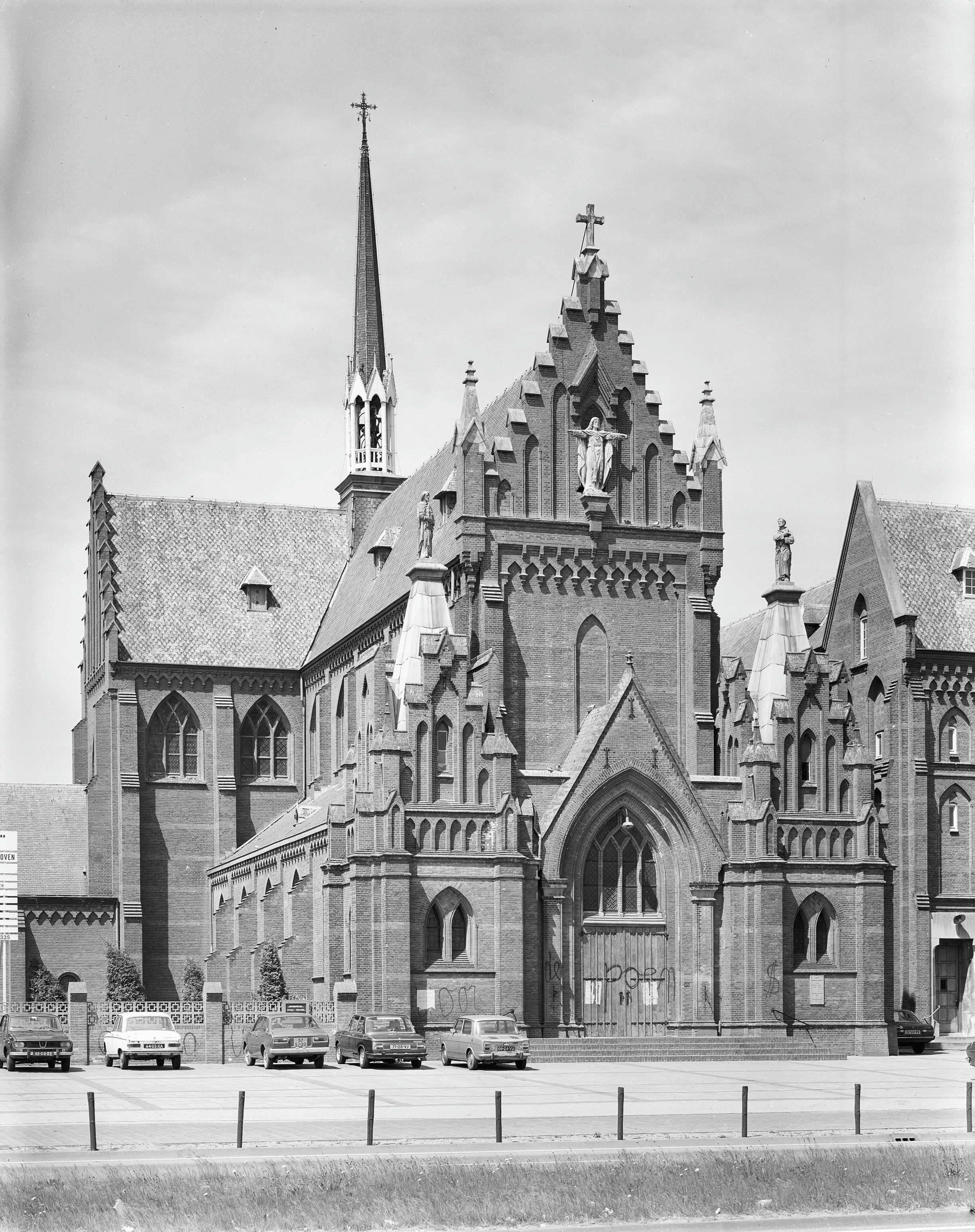
Jozefkerk

Tussen 1887 en 1889 werd in Alverna een franciscanenklooster met kerk gebouwd, naar een ontwerp van architect Petrus Stornebrink. De Jozefkerk werd op maandag 29 oktober 1888 ingezegend. In de top van de gevel, boven de entree, werd een Heilig Hartbeeld geplaatst. Petrus Adrianus de Leeuw had de leiding over de werkplaats voor beeldhouwers en timmerlieden die bij de bouw van het klooster en de kerk waren betrokken. Het is niet bekend wie het Hartbeeld heeft ontworpen.
In de tweede helft van de jaren zeventig van de twintigste eeuw werd het kloostercomplex gesloopt. Ter plaatse werd een verzorgingsflat gebouwd. Het Hartbeeld is in de voormalige kloostertuin terechtgekomen.

## Beschrijving
Het stenen beeld toont een staande Christusfiguur, gekleed in gedrapeerd gewaad en omhangen met een mantel en stola. Hij houdt zijn beide armen wijd gespreid. Op zijn borst is het Heilig Hart zichtbaar. 